# Stephen Longfellow

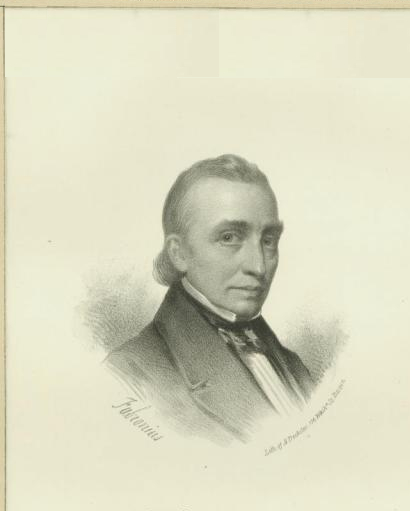
Stephen Longfellow (etwa 1840)

Stephen Longfellow (* 23. Juni 1775 in Gorham, Province of Massachusetts Bay; † 2. August 1849 in Portland, Maine) war ein US-amerikanischer Politiker. Zwischen 1823 und 1825 vertrat er den Bundesstaat Maine im US-Repräsentantenhaus.

## Werdegang
Stephen Longfellow wurde in Gorham geboren, das zu diesem Zeitpunkt noch zu Massachusetts gehörte und im Jahr 1820 an den damals neu geschaffenen Staat Maine fiel. Er studierte bis 1798 an der Harvard University. Nach einem anschließenden Jurastudium und seiner im Jahr 1801 erfolgten Zulassung als Rechtsanwalt begann er in Portland in seinem neuen Beruf zu arbeiten. In den Jahren 1814 und 1815 war er Mitglied des allgemeinen Gerichtshofs von Massachusetts. Politisch war er damals Mitglied der Föderalistischen Partei. Von 1811 bis 1817 war er auch im Vorstand des Bowdoin College.
Zwischen 1814 und 1815 war er Delegierter auf einer Konferenz in Hartford, auf der die Neuenglandstaaten über einen möglichen Austritt aus den Vereinigten Staaten berieten. Dieser Plan wurde dann aber nicht umgesetzt. In den 1820er Jahren schloss sich Longfellow der Fraktion um Präsident John Quincy Adams und Henry Clay an. Bei den Kongresswahlen des Jahres 1822 wurde er als deren Kandidat im zweiten Wahlbezirk von Maine in das US-Repräsentantenhaus in Washington, D.C. gewählt. Dort trat er am 4. März 1823 die Nachfolge von Mark Harris an. Da er im Jahr 1824 auf eine weitere Kandidatur verzichtete, konnte er bis zum 3. März 1825 nur eine Legislaturperiode im Kongress absolvieren.
Nach dem Ende seiner Zeit im US-Repräsentantenhaus arbeitete Longfellow wieder als Anwalt. Im Jahr 1826 wurde er in das Repräsentantenhaus von Maine gewählt. Zwischen 1817 und 1836 war Longfellow auch Kurator des Bowdoin College. Im Jahr 1834 fungierte er zudem als Präsident der Maine Historical Society. Longfellow war mit Zilpah Wadsworth verheiratet. Eines seiner Kinder war der Schriftsteller Henry Wadsworth Longfellow. Stephen Longfellow starb am 2. August 1849 in Portland.